# Tàu thăm dò hấp dẫn B
Tàu thăm dò hấp dẫn B (tiếng Anh: Gravity Probe B, viết tắt GP-B) là vệ tinh thí nghiệm khoa học được phóng lên ngày 20 tháng 4 năm 2004 bằng tàu Delta II. Giai đoạn thu thập dữ liệu khoa học từ tàu kéo dài đến cuối năm 2005; với mục đích đo độ cong của không thời gian gần Trái Đất, hay là tenxơ năng lượng-ứng suất (nó mô tả sự phân bố và chuyển động của vật chất trong không thời gian) gần Trái Đất. Những kết quả này sẽ dùng để kiểm chứng thuyết tương đối rộng, hấp dẫn từ học (gravitomagnetism) và các mô hình liên quan. Người đứng đầu thí nghiệm này (principal investigator) là Francis Everitt.
Những kết quả ban đầu xác nhận hiệu ứng đường trắc địa với độ chính xác khoảng 1%. Hiệu ứng kéo hệ quy chiếu với dữ liệu thu được có độ lớn gần bằng với mức nhiễu ồn do những hiệu ứng khác gây ra. Đến tháng 8 năm 2008 độ bất định trong dữ liệu từ hiệu ứng kéo hệ quy chiếu đã được giảm xuống còn 15%, và đến tháng 12 năm 2008, NASA thông báo dữ liệu từ hiệu ứng đường trắc địa đạt đến độ chính xác nhỏ hơn 0,5%.
Trong bài báo đăng trên tạp chí chuyên ngành Physical Review Letters, các tác giả đưa ra kết quả phân tích dữ liệu từ bốn con quay cho thấy hiệu ứng trắc địa có tốc độ dịch chuyển -6.601,8±18,3 mas/năm và hiệu ứng hấp dẫn từ học có tốc độ dịch chuyển -37,2±7,2 mas/năm, so với tiên đoán từ thuyết tương đối tổng quát lần lượt là -6.606,1 mas/năm và -39,2 mas/năm..

## Tham khảo

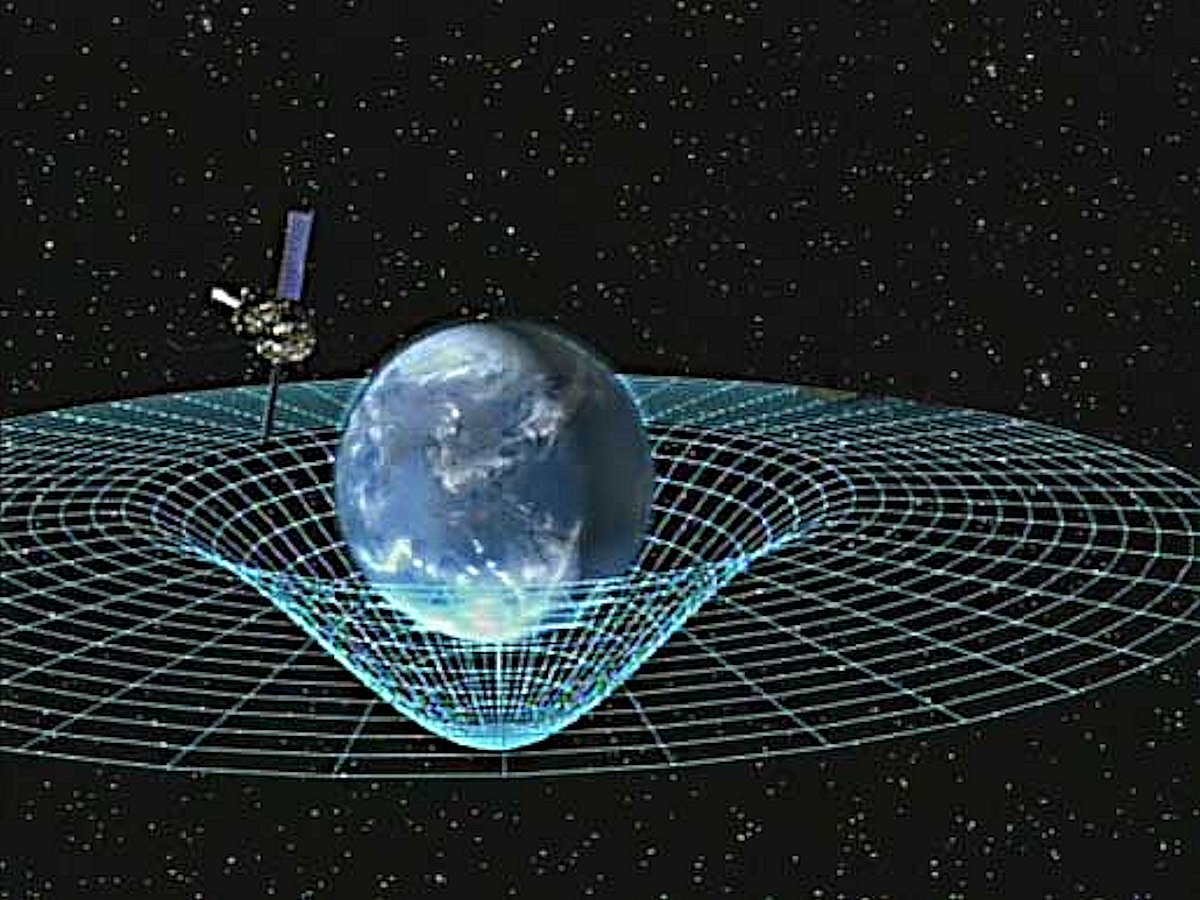
Minh họa GP-B quay trong vùng không thời gian bị ảnh hưởng bởi Trái Đất